# Turó des Plaus de Boldís
El Turó des Plaus de Boldís és una muntanya de 2.497 metres que es troba al municipi de Lladorre, a la comarca del Pallars Sobirà.